# La tumba de Virgilio
La tumba de Virgilio (originalmente en inglés Virgil's Tomb) es el título de tres pinturas completadas por Joseph Wright entre 1779 y 1785. Son fruto de su estancia en Italia que llevó a cabo entre 1773 y 1775. Los tres cuadros muestran la estructura en ruinas cerca de Nápoles que tradicionalmente ha sido identificada como la tumba del poeta épico latino Virgilio. La primera de las tres, fechada en 1779, incluye la figura de Silio Itálico, un poeta más tardío que Virgilio, conocido por haber sido un gran admirador de éste.
De manera diferente a la de otras pinturas de Wright con escenas iluminadas por velas, las vistas de La tumba de Virgilio están "inundadas de una luz lunar opresiva". Reflejan la etapa de Wright cuando "sostenía un equilibrio delicado entre lo que había realmente y lo que a él le gustaría construir".

## Galería de imágenes

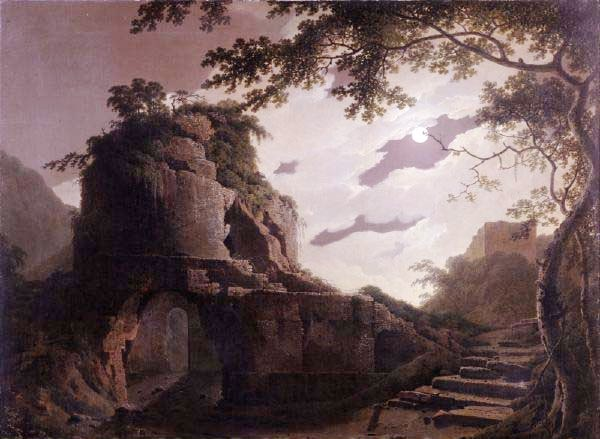
La tumba de Virgilio: la versión de 1782 en el Derby Museum and Art Gallery.
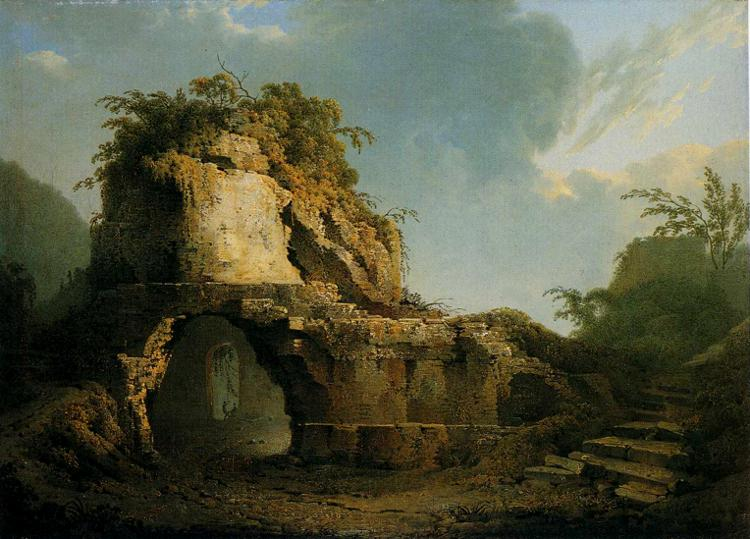
La tumba de Virgilio: el sol entrando a través de las nubes: la versión de 1785 en el Ulster Museum, en Belfast.